# Andrias Christian Evensen

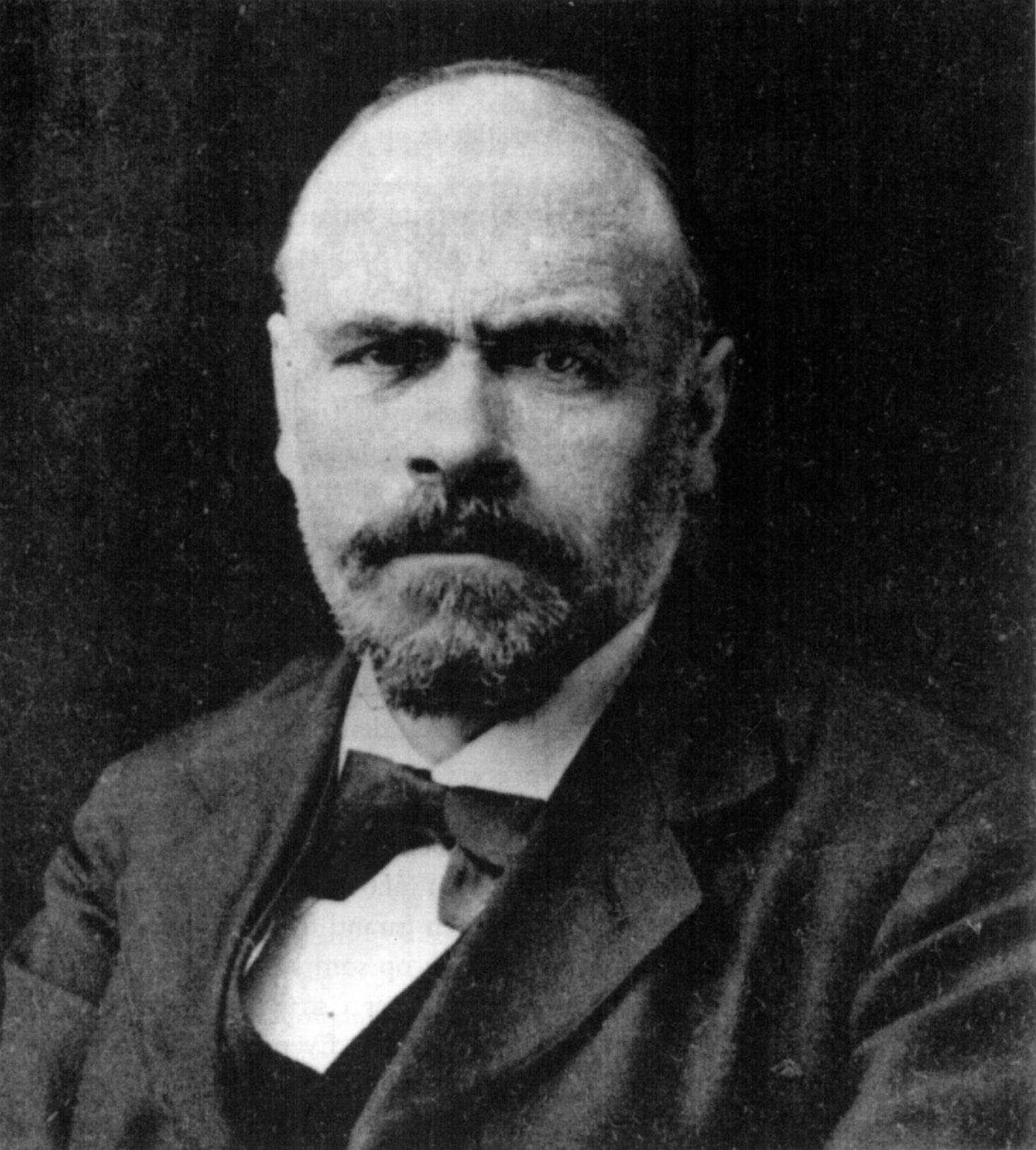
A.C. Evensen (1874–1917) war eine der Hauptfiguren der färöischen Nationalbewegung. Seine Lesebücher waren einst das Rückgrat des färöischen muttersprachlichen Unterrichts.

Andrias Christian Evensen (* 6. Dezember 1874 in Viðareiði, Färöer; † 21. Oktober 1917 in Kopenhagen) war ein färöischer Geistlicher, Politiker, Schulbuchautor und Linguist. Zusammen mit seinem Freund Jákup Dahl zählte Andrias Evensen um die Jahrhundertwende zu den Vorkämpfern der färöischen Sprache.

## Familie und Jugend
Andrias Evensen wurde 1874 als Sohn von Anna Maria Nicolina, geborene Lützen, aus Tórshavn und Jens Christian Evensen (1840–1904) aus Hvalba geboren. Sein Vater war Pfarrer und später Propst der Färöer. Sein Großvater mütterlicherseits war der Kaufmann und Lehrer Andreas Christian Lützen (1813–1874).
Andrias heiratete Cornelia Engelsted aus Kopenhagen und in zweiter Ehe Kristina Maria Joensen aus Skarvanes.
Evensen ging zur Realschule in Tórshavn und ab 1890 auf die Sorø Akademie, wo er 1894 sein Abitur machte. Danach studierte er Theologie in Kopenhagen und machte dort 1901 sein theologisches Examen. In Sorø geriet er in eine tiefe seelische Krise, in der er den Glauben an Gott und die Menschen verlor. Er schrieb 1894 an seinen Vater, dass ihn nur die Liebe zur färöischen Sprache aus der Krise geführt hätte.

## Der Linguist
Fortan wurde Evensen ein Vorkämpfer des Färöischen. So polemisierte er mutig gegen den Freund und Kollegen seines Vaters, den Pastor Emil Bruun, der Färöisch als Kirchensprache ablehnte und weiterhin Dänisch bevorzugte:

„Pastor Bruun sollte wirklich für uns auf Englisch predigen, das ja nun Weltsprache genannt werden darf. Mit dem Verständnis wird es ja keinesfalls hapern, da er uns doch versichert, dass «wenn man mit Ausländern über die Dinge redet, die zu Gottes Reich gehören, dass es dann auch so geht»“

Er machte sich an die Arbeit, ein färöisches Wörterbuch (Føroysk orðabók) zu schreiben und die Bibel zu übersetzen. Das Wörterbuch vollendete er nicht, aber es bildete eine der Grundlagen für das erste „echte“ färöisch-dänische Wörterbuch von Mads Andreas Jacobsen und Christian Matras 1928. Die Bibelübersetzung übernahm sein Freund Jákup Dahl.
Daneben studierte er Altnordisch und unterrichtete Färöisch für Färinger in Kopenhagen. In Kopenhagen gehörte er zum Freundeskreis von Janus Djurhuus und Jákup Dahl.
Er wandte sich gegen die Broyting-Rechtschreibreform des färöischen Linguisten Jakob Jakobsen, der von der etymologisierenden Orthographie Hammershaimbs Abstand nehmen wollte, hin zu einer mehr phonetischen Schriftsprache.
Evensen erkannte früh, dass zur Durchsetzung des Färöischen nicht nur die juristischen Rechte gehören, sondern auch die Herausgabe färöischer Texte für Kirche und Schule. Daher beschäftigte er sich auch mit der Herausgabe von Lesebüchern für den muttersprachlichen Unterricht – sowohl der Kinder, als auch der Erwachsenen und Lehrer.
1901 war Evensen zusammen mit Jákup Dahl, Janus Djurhuus Begründer und Vorstand des ersten färöischen Studentenvereins Grani (nach dem Pferd von Sigurd dem Drachentöter). Auf Evensens Initiative hin beschäftigten sich die Mitglieder mit Übersetzungen von Texten in die färöische Sprache, um sich daran zu gewöhnen, und „die Sprache geschmeidiger zu machen“. Tatsächlich wurde es das Hauptanliegen von Grani, an und mit der färöischen Sprache zu arbeiten. An den Treffen nahmen auch Persönlichkeiten wie Jakob Jakobsen, Fríðrikur Petersen und Poul Effersøe teil.
Evensen schlug vor, dass der Verein eine Zeitschrift in färöischer Sprache herausgeben solle. Sie erschien 1902 unter seiner Leitung etwa ein Jahr lang und hatte den Titel Búreisingur „Siedler“. Zusammen mit Sverri Paturssons Fuglaframi waren das 1902 die einzigen Zeitschriften, die in Landessprache auf den Färöern erschienen. Die letzte Nummer von Fuglaframi erschien am 8. Juli 1902 und von Búreisingur am 15. November. Evensen schrieb in der letzten Ausgabe, dass es seine Stellung als Pfarrer nicht mehr zuließe, mehr als die Hälfte der Zeitung alleine zu schreiben, und dass er von denjenigen enttäuscht wurde, die ihm Hilfe versprachen, aber nichts schrieben. Als Ausnahme nannte er Rasmus Rasmussen.
Der Studentenverein Grani wurde 1905 wieder aufgelöst, aber seine Hauptarbeit, die Entwicklung der färöischen Sprache, wurde von ihren Protagonisten in deren „bürgerlichen Leben“ weitergeführt, namentlich von Evensen, Jákup Dahl und Janus Djurhuus.
Evensen war 1906 als Nachfolger von Rasmus Christoffer Effersøe auch letzter Chefredakteur der Føringatíðindi.
1908 gründete Evensen zusammen mit Rasmus Rasmussen Hitt føroyksa Bókmentafelagið, die Färöische Literaturgesellschaft, die einige Bücher herausgab, aber schon 1912 wieder aufgelöst wurde.

## Der Geistliche
Am 8. März 1902 wurde Andrias Evensen zum Pfarrer von Sandur ernannt und zog im Mai des Jahres von Dänemark zurück auf die Färöer. Er tat bis 1917 in der Kirche von Sandur seinen Dienst.
So kam er unversehens in die Situation, dort am 6. August 1904 seinen aus Dänemark herbeigeeilten Freund Janus Djurhuus mit Anna Christiansen zu verheiraten, die kurz zuvor Djurhuus’ Tochter Hjørdis zur Welt brachte.
1912 wurde ihm in Aussicht gestellt, Pfarrer von Südstreymoy, und damit Tórshavns, zu werden. Für seine Arbeit mit der färöischen Sprache wäre es von praktischem Vorteil gewesen, im geistigen Zentrum des Landes zu wohnen – aber sein ebenfalls qualifizierter Freund Jákup Dahl bekam die ersehnte Stelle.
Kurz vor seinem Tod wurde er zum Propst der Färöer ernannt, starb aber bereits im Oktober. Sein Nachfolger wurde Jákup Dahl.

## Der Politiker
Als politischer Mensch war Andrias Evensen in seiner Kopenhagener Zeit Mitglied des Føroyingafelags, des „Färingervereins“. 1896 bis 1901 saß er im Vorstand und 1896 bis 1899 war er Vorsitzender.
Daheim war er 1908 bis 1917 Abgeordneter im färöischen Løgting, davon bis 1914 als Mitglied des nationalistischen Sjálvstýrisflokkurin. Bereits seit 1912 war er immer mehr uneinig mit der Parteilinie, die ihm zu ausschließlich am Endziel der färöischen Unabhängigkeit hing, anstatt gleichzeitig schrittweise nach Verbesserungen zu streben.

## Die letzten Jahre
Mit seinem Lesibók schuf Evensen 1912 sein letztes und wichtigstes Lesebuch, in dem Autoren wie Janus und Hans Andrias Djurhuus und Jóannes Patursson vertreten sind. Doch das Jahr war geprägt von Niederschlägen:
- Dass er das Pfarramt in Tórshavn nicht erhielt, konnte er nie verwinden.
- Mit seiner Partei lag er über Kreuz, sodass er 1914 desillusioniert austrat.
- Für die Literaturgesellschaft konnte er mit seinem Vermögen nicht länger gerade stehen,
- und hinzu kam ein altes Rückenleiden, das sich so sehr verschlechterte, dass er 1914/15 zur Behandlung nach Dänemark fuhr. Von dort kehrte er „genauso krank zurück, wie er gekommen war“.[8]

Zu den Løgtingswahlen 1916 kandidierte Evensen als Parteiloser in seinem Wahlkreis Sandoy. Seit kurz nach Neujahr bekannt wurde, dass er antritt, drohte sein alter Weggefährte Kristin í Geil damit, eine Affäre über eine unklare Vaterschaft eines Mädchens in Vágur bekannt zu machen, von dem der eigentliche Vater Janus Djurhuus dachte, es sei Evensens Kind. Evensen drehte den Spieß um und veröffentlichte Kristin í Geils Schreiben in der Zeitung Dimmalætting.
Am Wahltag, dem 28. Februar 1916 wurde Andrias Evensen wieder gewählt, und es zeigte sich auch, dass seine Wahlteilnahme nichts am befürchteten Patt zwischen Sjálvstýrisflokkurin und Sambandsflokkurin geändert hätte. Dennoch wurde seit der Veröffentlichung des Briefes eine ca. neun Monate dauernde öffentliche Kampagne gegen Evensen geführt. Djurhuus hielt sich aus dem Skandal ganz heraus, was zu allerlei Spekulationen führte, inwieweit er seinen alten Grani-Freund im Stich gelassen hätte.
Nachdem der Propst Fríðrikur Petersen am 26. April 1917 starb, wurde sein bisheriger Vikar Andrias Evensen am 19. Juli zum Nachfolger ernannt. Aber Evensens Gesundheitszustand verschlechterte sich rapide und er musste im Spätsommer oder Frühherbst erneut zur Behandlung nach Dänemark. Dort zeigte sich, dass er neben seinem Rückenleiden an einer schweren Magenkrankheit litt. Nach drei Operationen verstarb er am 21. Oktober 1917.
Er wurde am 26. Oktober 1917 auf dem Vestre Kirkegård in Kopenhagen beigesetzt.
Am 19. Mai 2008 wird A. C. Evensen vom Postverk Føroya mit einer Briefmarke geehrt.

## Werke
- Skálkaleikur. Mortansmessuteiti. 1900 (Kabarett, entweder von Jákup Dahl oder Evensen geschrieben[11])
- Búreisingur, tíðarrit, 1902 (Zeitschrift „Siedler“, online lesen)
- Føroysk orðabók, 1.–10.hft., 1905–06 (färöisches Wörterbuch)
- Føroysk lesibók fyri eldri børn, 1906 (färöisches Lesebuch für ältere Kinder)
- Stavingarbók, 1907 (Lesebuch zum ersten Spracherwerb)
- Stavingarbók og lesibók fyri yngri børn, 1907 (Lesebuch zum ersten Spracherwerb, und Lesebuch für jüngere Kinder)
- Lesibók fyri yngri børn, 1908 (Lesebuch für jüngere Kinder)
  - Harubókin 1963 (vierte veränderte Auflage)
- Savn til Føroya søgu í 16. øld 1908–14 (Sammlung zur färöischen Geschichte im 16. Jahrhundert)
- Kvæðabók I, 1910 (Balladenbuch)
- Lesibók, 1911 (Lesebuch)
- Lesibók til læraraskúlan, 1912 (Lesebuch für das Lehrerseminar)